# ホームワーク (テレビドラマ)
『ホームワーク』は、1992年10月16日から12月25日までTBS系列の「金9ドラマ」枠で放送されたテレビドラマ。

## 概要
『愛という名のもとに』で一躍脚光を浴びた唐沢寿明を主人公に、4人の男女の恋愛模様を描いた。唐沢が連続ドラマにおいては初めて主役を務めた作品である。このドラマから清水美砂、福山雅治が人気をあげ、活躍の場を広げたほか、稲垣潤一の主題歌も大ヒットした。また、連続ドラマ放送の翌1993年秋には続編のスペシャル版も放送された。
後年、唐沢と福山は福山主演のドラマ「ガリレオ」（フジテレビ系、月9）の第1話で再び共演している。

## あらすじ
文具会社に勤める森田圭介（唐沢寿明）は同僚の水野うらん（浦江アキコ）と同棲中だが、徐々にすれ違いを感じるようになる。ある日、通勤途中の駅で見かけた一人の女性・竹永幸子（清水美砂）に想いを寄せるようになる。幸子も同棲している滝本周二（福山雅治）の仕事がうまくいかず、荒れた生活を送る周二との間で、自分の心を傷つけていた。幸子と逢瀬を重ねる圭介は、自分の夢である映画の製作会社への転職を決意する。圭介を諦めきれないうらんと、やはり幸子を忘れられない周二との4人の男女の心の葛藤が展開される。
圭介は映画会社に転職するが宣伝部に配属され、映画制作の夢を叶えられない。圭介にプロポーズされた幸子は周二と別れて、圭介と結婚・同棲するが、苦悩する圭介を見守ることしかできない。通販会社で働き始めた周二はうらんの部屋へ転がりこむ。会社を退職したものの副業のパートナーに独立されたうらんは、圭介に会いに行く。周二も幸子を訪ねる。圭介と幸子の気持ちがすれ違い始めると、うらんは周二を連れて二人の部屋を訪ね、圭介に復縁を迫るが、圭介は追い返す。
12月、圭介の熱意が認められ、翌年の制作部異動が決まる。圭介は喜ぶが、不仲の父親が手を回したと知り愕然とする。幸子はクリスマスイブに圭介の両親に挨拶に行こうと誘う。クリスマスイブの夜、圭介と幸子は圭介の両親と過ごし、圭介も父親と和解する。
圭介の妹の恵美は父親に反発して一人暮らしを始め、会社経営の古川と恋に落ちる。古川はクリスマスイブに愛人の順子を選び、恵美は振られるが、古川の側近奥野に付き添われ実家に戻る。
うらんは不器用ながらも働きはじめた周二を支えていこうと決意する。夜道で圭介・幸子と出会ったうらん・周二は「メリークリスマス」と挨拶を交わしてそれぞれの道を歩き出す。

## キャスト
森田圭介
演 - 唐沢寿明
文具メーカー「コナン株式会社」の経理部勤務。物語開始直前に営業部から異動した。サービス精神旺盛で宴席では盛り上げ役に徹する。少年隊の物真似が得意。うらんとは2年前から同棲、そろそろ結婚のことを考えていた時に幸子と出会う。第9話で幸子と夫婦になる。映画作りが夢でコナンを退職後、映画会社に転職。SP編ではプロデューサーとなっている。
竹永幸子→森田幸子
演 - 清水美砂
弁護士事務所の秘書。周二とは3年前から同居し、夢を追いかける彼を支えている。周二のことは好きだけど結婚をためらっていた時に圭介と出会う。第9話で圭介と夫婦になる。圭介との結婚後は専業主婦となる。SP編で結婚式をあげる。
滝本周二
演 - 福山雅治
アーティスト志望の青年。映画作り、画家、ギタリストなど様々なものに手を出すが、何一つ物にならず、仕事は無く幸子に養ってもらっていた。ふとしたことからうらんと出会う。後に古川の会社で働き始め、うらんと同棲する。SP編では独立するために仙台へ行くこととなる。
水野うらん
演 - 浦江アキコ
圭介の恋人で同棲中。圭介と同じ会社でOLをしながら個人で貿易会社を経営。仕事に熱中し、同棲していた圭介との結婚は先送りしていた。料理教室で幸子と友人になる。後にOLを退職するものの、経営する貿易会社のパートナーに独立されて仕事をやめ、専業主婦のような生活を送るようになる。SP編では周二とともに仙台へ行く。
古川茂雄
演 - 筧利夫
ビデオ・CDレンタル店、衣料通信販売などを経営する会社「ジャストス」の社長。営業部時代から圭介を気に入っている。
順子との関係を続けながら恵美とも恋仲になる。
村口順子
演 - 墨田ユキ
元トップモデルで、茂雄の愛人。その後もたまにモデルの仕事をしている。純粋に茂雄を愛してはいるが、愛人であることに疑問は無く、特に結婚も望んでいない。SP編では「ジャストス」の副社長になっている。
森田恵美
演 - ちはる
圭介の妹。両親から見合い結婚を勧められていたが、古川の会社でアルバイトする。父親が古川の会社の融資を止めようしたためやむなく退職するが、見合いを断ってアパートで一人暮らしを始め、古川のレンタルビデオ店で働く。古川と付き合い始めるも古川には順子もおり、悲しい恋となる。クリスマスの日に奥野が家に来たことで奥野の気持ちに気づき、SP編で交際。
奥野正
演 - 榊原利彦
古川の部下。順子に反発し、恵美に好意を抱く。SP編では恵美と交際し、幸介の会社で勤務。
森田八千代
演 - 内田あかり
圭介の母。いつも和服姿の貞淑な専業主婦。夫の幸介と反発する子供たちの間で右往左往する。
森田幸介
演 - 宝田明
圭介の父で、ふたば銀行の副頭取。強権的で、娘の恵美に見合い結婚を強要し、圭介が小さな映画会社の助監督に採用されたと知ると、大手映画会社の宣伝部に押し込めて圭介の夢の邪魔をする。圭介に嫌われていたが、幸子がきっかけで和解。
（出典：）

## スタッフ
- 企画協力：秋元康、佐藤光夫
- 脚本：遠藤察男
- プロデュース：遠藤環
- 演出：遠藤環、金子与志一、戸髙正啓
- 制作：TBS

## テーマ曲
主題歌
- 稲垣潤一[3]「クリスマスキャロルの頃には」

挿入歌
- ロッテンハッツ「STAY」
- 国武万里「もう離れられない」（第7話・10話・最終回のみ使用）

## 放送日程

### 連続ドラマ
| 各話   | 放送日         | サブタイトル     | 演出       |
| ------ | -------------- | ---------------- | ---------- |
| 第1回  | 1992年10月16日 | 出会ってしまった | 遠藤環     |
| 第2回  | 10月23日       | 誘ってしまった   | 遠藤環     |
| 第3回  | 10月30日       | 同じ夢を見たい   | 金子与志一 |
| 第4回  | 11月6日        | 夢…みたいなもの  | 金子与志一 |
| 第5回  | 11月13日       | 別れられない予感 | 戸髙正啓   |
| 第6回  | 11月20日       | 君を愛してる     | 戸髙正啓   |
| 第7回  | 11月27日       | もう離れられない | 遠藤環     |
| 第8回  | 12月4日        | 悲しくなんか…    | 金子与志一 |
| 第9回  | 12月11日       | 結ばれたのに…    | 金子与志一 |
| 第10回 | 12月18日       | 倖せになりたい   | 戸髙正啓   |
| 最終回 | 12月25日       | Xマスに出た答え  | 遠藤環     |

### スペシャル
| 放送日        | 演出               |
| ------------- | ------------------ |
| 1993年10月1日 | 遠藤環・金子与志一 |